# Rubén Lena
Rubén Lena (Treinta y Tres, 5 de abril de 1925 - Treinta y Tres, 28 de octubre de 1995) fue un escritor, compositor y docente uruguayo. Compuso una vasta obra musical que fue interpretada por varios artistas de trayectoria; en particular, nutrió el repertorio de Los Olimareños. Su canción A don José fue declarada «Himno popular uruguayo» y es cantada en las escuelas públicas en homenaje a José Gervasio Artigas.

## Biografía
Nació en el barrio España de la ciudad de Treinta y Tres en el seno de una familia humilde. Sus padres fueron Francisco Lena y Haydée Bulgarelli. Se le conocía por el apodo «El Rubio» o «Rubito».
Al culminar el liceo se trasladó a Montevideo a estudiar el preparatorio en el IAVA, con la intención de estudiar escribanía. Posteriormente descubrió que esa no era su vocación y regresó a Treinta y Tres y en 1947 ingresó a estudiar en los Institutos Normales. En 1949 comenzó su carrera docente en la escuela N.º 44 de Sierras del Yerbal, ubicada en las cercanías de la Quebrada de los Cuervos. Ejerció funciones durante dos años y medio; primero se desempeñó como Auxiliar y luego como Director. En esa época conoció a Víctor Lima, con el cual trabaría una estrecha amistad. También conoció a Santiago Indio Baladán, un paisano vecino de Sierras de Yerbal que inspiró a Lena por el modo particular de tocar la guitarra. En esta época Lena tenía mucho tiempo libre por las tardes y esto dio lugar a que afianzara su vínculo con la guitarra y experimentara musicalmente.
En 1953 se casó con la maestra Justa Lacuesta «Justita» y ambos empezaron a trabajar en la escuela N°42 de Arayanes de Corrales de Cebollatí. En esa época Rubén todavía no se había recibido de maestro. Unos meses más tarde viajó a Montevideo donde dio los exámenes que le faltaban. En virtud de las preocupaciones de Lena sobre la educación en el medio rural, fue elegido Presidente de la Comisión Pro Superación de la Escuela Rural en 1955. En 1957 asumió el cargo como Director en la escuela N.º 3 de Villa María Isabel (también conocida como Isla Patrulla). Allí pudo poner en practica lo trabajado en la comisión que presidió.
En 1959 fue becado por la Organización de los Estados Americanos (OEA) para hacer estudios en el Centro Interamericano de Educación Rural, ubicado en la localidad de Rubio, en Venezuela. En esa estancia en Venezuela, Lena pudo tomar contacto con la música venezolana, música que lo cautivó, principalmente la de Juan Vicente Torrealba. Luego se convertiría en el principal difusor de los ritmos venezolanos en Uruguay.
Desde 1949 hasta 1973 ejerció cargos de maestro, director de escuela y director del Instituto Normal de Treinta y Tres. En junio de 1973 fue destituido de su cargo de Inspector de Enseñanza Primaria, después de que los militares se hicieran con el poder del estado y disolvieran las cámaras legislativas. Paradójicamente, el decreto que anunciaba la disolución de las cámaras tuvo como «cortina musical» A Don José.
En 1985, tras el retorno de la democracia, fue restituido en su labor docente.
En 1953 se casó con la maestra Justa Lacuesta «Justita». Tuvieron cuatro hijos: Eduardo, Fernán, Rodrigo y Anaydée.
En su honor se ha denominado «Maestro Rubén Lena» al puente que cruza el río Olimar sobre la ruta 8, en Treinta y Tres.

### Como músico
Rubén Lena es uno de los iniciadores de la música popular uruguaya en su estructura actual. Cuando empezó a desempeñarse como maestro rural tenía la labor de enseñarles canciones a los niños. Ahí se encontraba a menudo con que las canciones no sonaban como propias de su tierra. No se ató al criollismo sino que compuso temas carnavaleros, sones y serraneras. Por otra parte también usó las estructuras de ritmos como la zamba, proveniente de Argentina, lo que le terminó sirviendo para darle forma a la serranera y media-serranera de las que fue precursor.
En 1952 compuso su primera letra para una canción, La uñera, que fue musicalizada por Rosendo Vega.
Cuenta con una vasta obra; más de ciento ochenta canciones suyas han sido registradas en AGADU. Sus principales influencias en sus comienzos como creador fueron Víctor Lima y Santiago Baladán. De Lima admiraba su poesía y de Baladán la forma de tocar la guitarra y de cantar.
En 1961 escribió un cancionero para sus alumnos del que salieron algunos de los éxitos de Los Olimareños, como A Don José o De cojinillo. A partir de entonces se convirtió, junto con Víctor Lima, en el gran alimentador de canciones en dúo. Fue interpretado por diversos artistas, entre los cuales Los Olimareños fueron los más asiduos difusores. También lo hicieron: Alfredo Zitarrosa, Santiago Chalar, Larbanois & Carrero y Los Hacheros.
Fue profesor del Taller Uruguayo de Música Popular, y participó en el Primer Taller Latinoamericano realizado en noviembre de 1983.
En el marco del Festival del Reencuentro Democrático, recién salidos de la dictadura, en 1985, con la presencia del entonces presidente de la República, doctor Julio María Sanguinetti y otros líderes políticos partidarios, así como el pueblo de Treinta y Tres, se le hizo un homenaje y reconocimiento, entregándole La Guitarra Olimareña premio que se otorgó por primera vez en aquella ocasión y que siguió entregándose posteriormente año a año.
En 2003 «A don José» fue declarada «Himno Cultural y Popular uruguayo» por ley 17.698.

## Obras
- Las cuerdas añadidas (Montevideo, Ediciones de la Banda Oriental. 1980)
- Vagabundeos y canciones de Zenobio Rosas (Montevideo, Ediciones de la Banda Oriental. 1982)
- Cancionero de Los Olimareños (Montevideo, Ediciones de la Banda Oriental. 1984)
- Meditaciones (Montevideo, Ediciones de la Banda Oriental. 1984)